# Biblia hispalense
La Biblia hispalense, también conocida como Códice Toletanus y como Biblia de Sevilla, es un manuscrito latino de la primera parte del siglo X escrito sobre vitela. Es una versión de la Biblia, basada en la Vulgata Latina, que contiene todos los libros bíblicos al completo, Antiguo y Nuevo Testamento, incluida la referencia a la Santísima Trinidad en la cláusula juanina.

## Historia
Según una nota del manuscrito examinado por Ewald A. Lowe, Leslie Francis Smith y Agustín Millares Carlo, Servando de Sevilla entregó el manuscrito a su amigo Juan, obispo de Córdoba, quien a su vez lo ofreció en 988 a la sede de Servando. Los estudiosos generalmente consideran que el año 988 es la fecha de finalización del códice. El manuscrito fue recopilado por Chr. Palomares para la Vulgata sixtina cuya obra escrita en 1569 se presenta ahora en la Biblioteca Vaticana (Lat. 9508). No fue utilizado en la Vulgata Clementina, ya que el manuscrito fue adquirido demasiado tarde por el cardenal Carafa. El texto fue publicado por Giuseppe Bianchini en 1740. Fue utilizado por John Wordsworth para su edición de la Vulgata en el Nuevo Testamento. Wordsworth designó el manuscrito con el signo T. Actualmente, el manuscrito se conserva en la Biblioteca Nacional de España en Madrid (MS. Tol. 2.1).

## Descripción
El texto está redactado con escritura visigótica, en 375 folios de pergamino (43,8 por 33 cm) divididos en tres columnas de 63-65 líneas cada una. El texto latino de los cuatro evangelios es representativo de la Vulgata española. Es el segundo manuscrito de tipo español más importante después de la Biblia de Danila (Codex Cavensis). Contiene el controvertido texto de la coma juanina (1 Juan 5:7) en el mismo lugar que en la Biblia de Danila (después del v. 8). También contiene el Prólogo de las epístolas canónicas que confirma el versículo.